# Негрешть (Мехедінць)
Негрешть, Негрешті (рум. Negrești) — село у повіті Мехедінць в Румунії. Входить до складу комуни Маловец.
Село розташоване на відстані 264 км на захід від Бухареста, 10 км на північний схід від Дробета-Турну-Северина, 91 км на північний захід від Крайови.

## Населення
За даними перепису населення 2002 року у селі проживала 251 особа, усі — румуни. Усі жителі села рідною мовою назвали румунську.